# زورق‌سری
زورق‌سری (انگلیسی: Scaphocephaly) یا جوش‌خوردن درز پیکانی نوعی اختلال جمجمه‌ای است که زمانی رخ می‌دهد که پیوسته‌استخوانی زودرس در درز پیکانی اتفاق بیفتد. بسته شدن زودهنگام این درز باعث محدود شدن رشد عرضی جمجمه شده و منجر به ایجاد سری کشیده و باریک می‌شود. معمولاً قاعده جمجمه دست‌نخورده باقی می‌ماند. واژه «اسکافوسفالی» از یونانی باستان از یونانی باستان  σκᾰ́φη (skáphē) «زورق، قایق», and  κεφαλή (kephalḗ) «سر» گرفته شده است.
زورق‌سری شایع‌ترین نوع جوش‌خوردن جمجمه است و تقریباً ۵۰٪ از تمام موارد کرانیوسینوستوز را شامل می‌شود. این وضعیت اغلب بیماری با علت ناشناخته (غیرسندرمیک) است.

## علت‌شناسی
غیرسندرمیک
علت اصلی فرم غیرسندرمیک نامشخص است. بیش از ۱۰۰ جهش مرتبط با این وضعیت شناسایی شده است، از جمله جهش‌هایی در ژن‌های FGFR. چندین عامل خطر احتمالی برای کرانیوسینوستوز شناسایی شده است که شامل موارد زیر می‌شوند:
- سن بالای مادر
- نژاد سفیدپوست مادر
- سیگار کشیدن مادر
- نوزاد مذکر
- مشاغل خاص پدر (مانند کشاورزی، جنگل‌داری، تعمیرات)[۶]

سندرمیک:
جوش‌خوردن درز پیکانی (Sagittal craniosynostosis) در بسیاری از شرایط و نشانگان‌ها مشاهده می‌شود:
- آکروسفالوسنداکتیلی نوع I
- سندرم بالر-گرولد
- سندرم کاردیوکرانیال، نوع فایفر
- سندرم کوفین-سیریس ۷
- دیسپلازی کرانیواکتودرمال ۱، ۳، و ۴
- جوش‌خوردن جمجمه (غیرسندرمیک) ۴
- جوش‌خوردن جمجمه و ناهنجاری‌های دندانی
- سندرم جوش‌خوردن جمجمه-ناهنجاری‌های مقعد-پورکراتوزیس
- جوش‌خوردن جمجمه-سندرم دندی-واکر-هیدروسفالی
- سندرم کروزون
- سندرم مایر-گورلین ۷
- دیابت نوزادی همراه با کم‌کاری تیروئید مادرزادی
- سندرم نونان ۳
- سندرم کارپنتر مرتبط با RAB23
- سینداکتیلی نوع ۱ (سندرم تکثیر کروموزوم 2q35)
- سندرم تاتون-براون–رحمان
- جوش‌خوردن جمجمه مرتبط با TCF12
- سندرم هیپرتلوریسم تیبی ۱
- سندرم سه‌گوش‌سری-کوتاهی قد-ناتوانی رشدی
- جوش‌خوردن جمجمه مرتبط با TWIST1

## تشخیص و ارزیابی
تشخیص زورق‌سری با معاینه فیزیکی انجام می‌شود که ممکن است ویژگی‌های مشخصی مانند سر کشیده در بعد قدامی-خلفی، سر باریک در بعد عرضی، و برجستگی استخوانی در تاج سر را نشان دهد.
ارزیابی‌های بیشتر ممکن است با استفاده از تصویربرداری انجام شود. از فراصوت می‌توان برای تشخیص جوش‌خوردگی درز استفاده کرد. سی‌تی اسکن نیز ممکن است برای برنامه‌ریزی جراحی و تشخیص آب آوردن مغز (هیدروسفالی) همراه مورد استفاده قرار گیرد؛ یک مطالعه نشان داده که هیدروسفالی در ۴۴٪ از موارد وجود داشته است. اندازه شاخص سر نیز ممکن است کاهش یابد، اما قابلیت اطمینان این اندازه‌گیری‌ها ممکن است محدود باشد.

## طبقه‌بندی
زورق‌سری را می‌توان بر اساس شکل، موقعیت و جوش‌خوردگی درزها به انواع خاصی طبقه‌بندی کرد:
- برجسته‌سری یا باتروسفالی – برجستگی در بخش میانی استخوان پس‌سری؛ همچنین با جوش‌خوردگی ایزوله درز مندوسال مرتبط است.[۱۲]
- خمیده‌سری یا کلینوسفالی – جمجمه تخت به دلیل از دست دادن انحنای طبیعی؛[۱۳] بخش بالایی سر به سمت داخل فرورفته است.[۱۴]
- درازسری یا دولیکوسفالی – سری بلند و باریک.[۱۵]
- باریک‌سری یا لپتوسفالی – جوش‌خوردگی درز تا درز پیشانی امتداد دارد؛[۱۶] سر باریک می‌شود، اما به جای بلند، ارتفاع می‌گیرد.[۱۳]
- گُوه‌سری یا سفنوسفالی – سری به شکل گُوِه.[۱۷]

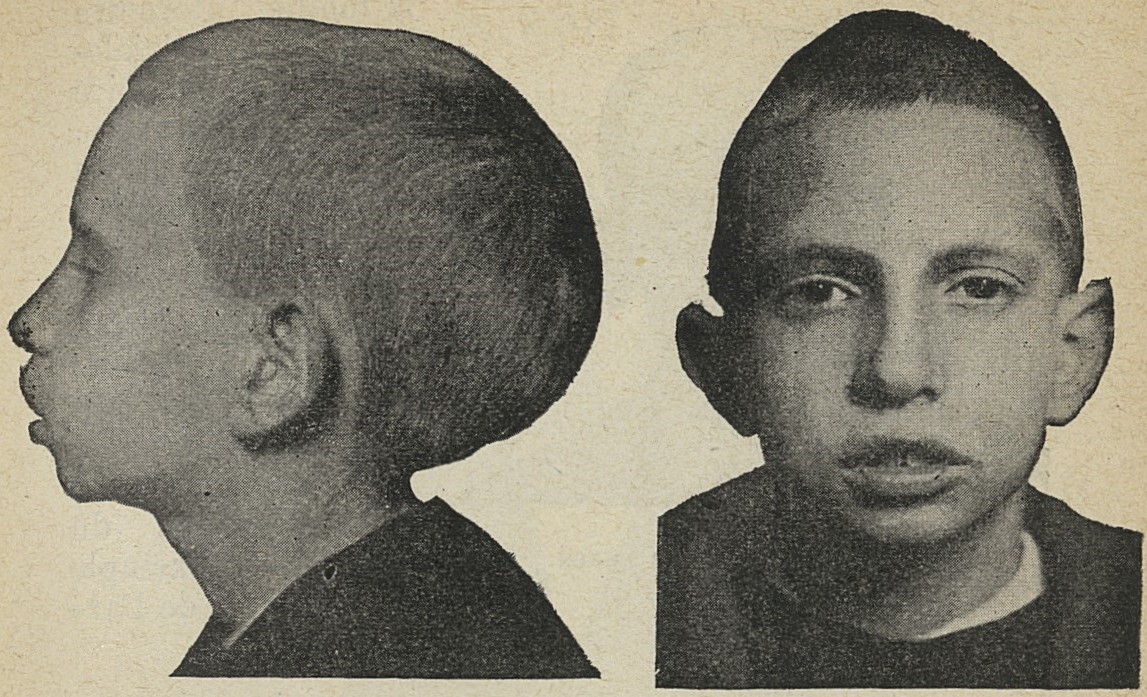
درازسری
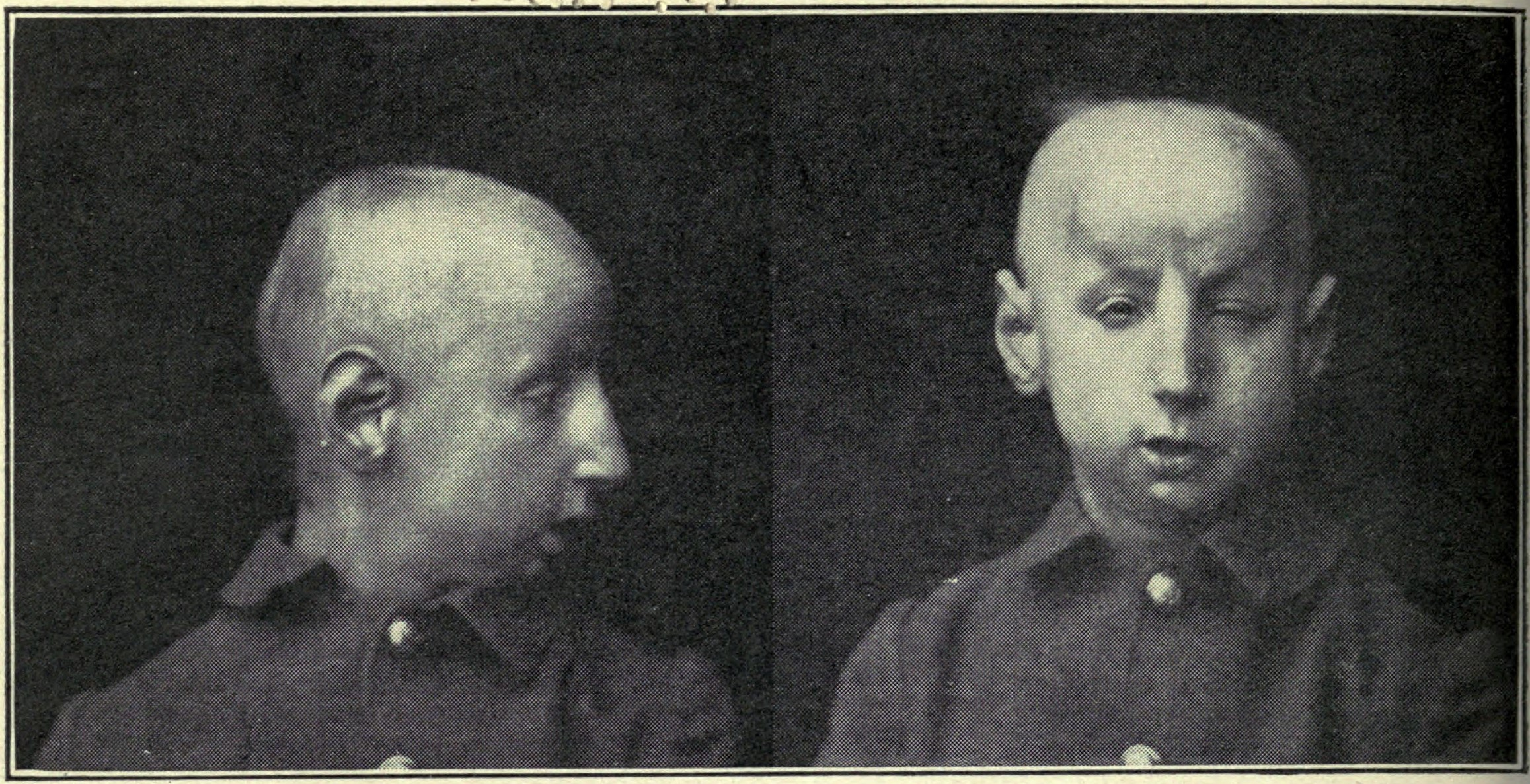
باریک‌سری
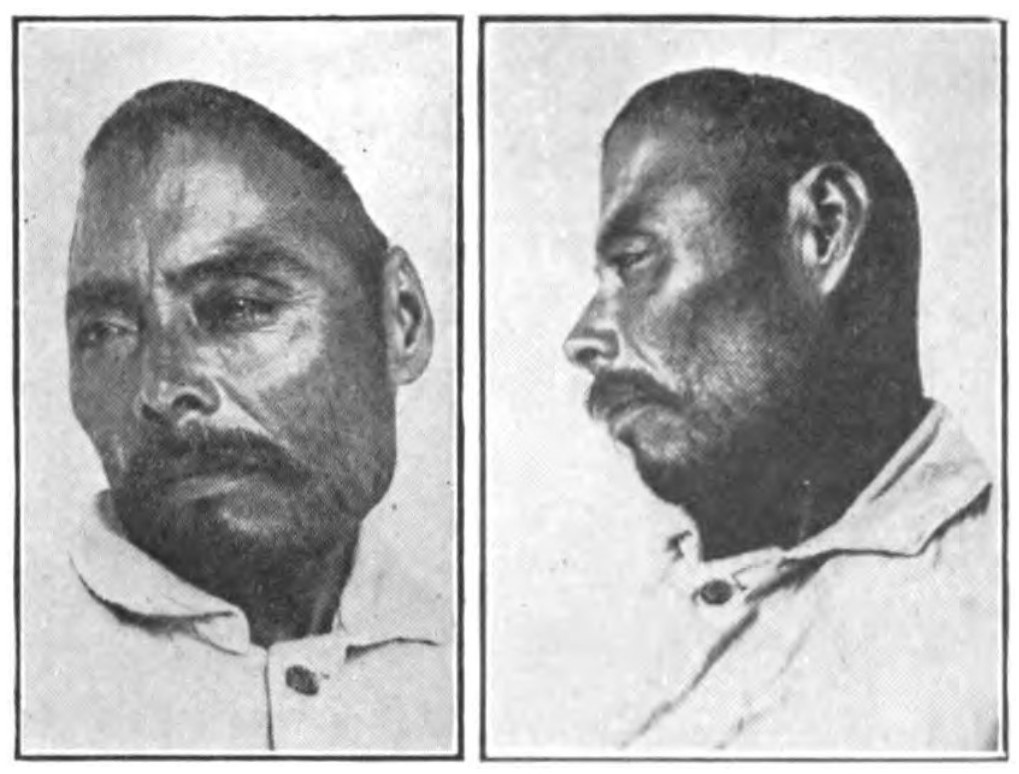
گُوه‌سری

## درمان
این وضعیت را می‌توان با جراحی اصلاح کرد، در صورتی که کودک به اندازه کافی جوان باشد، معمولاً در ۳ تا ۶ ماه اول زندگی. هدف درمان، کاهش فشار درون‌جمجمه‌ای و اصلاح ناهنجاری‌های استخوانی است. تصمیم برای درمان چندعاملی است و باید در مرکزی با تیم تخصصی کرانیوفاسیال انجام شود. اعضای تیم ممکن است شامل شنوایی‌شناسی، دندان‌پزشک، پزشکی گوش و حلق و بینی، جراحی مغز و اعصاب، جراحی پلاستیک و سایر متخصصان باشند.
هدف جراحی معمولاً برداشتن درز پیکانی جوش‌خورده است تا امکان گسترش عرضی جمجمه فراهم شود. گزینه‌های جراحی شامل موارد زیر است:
- کرانیکتومی نواری اندوسکوپیک: برداشتن حداقلی درز جوش‌خورده. پس از جراحی، بیماران معمولاً برای شکل‌دهی سر از کلاه مخصوص استفاده می‌کنند. این کلاه‌ها معمولاً برای ۳ تا ۱۲ ماه استفاده می‌شوند.[۲۰]
- بازسازی باز جمجمه‌ای: برداشتن باز درز پیکانی جوش‌خورده و بازسازی جمجمه، معمولاً با استفاده از صفحات قابل جذب.[۲۱]
- کرانیوپلاستی فنری: ترکیبی از کرانیکتومی نواری اندوسکوپیک با قرار دادن فنرهایی که نیروی مداوم برای شکل‌دهی جمجمه فراهم می‌کنند.[۲۲]